# Eitempera

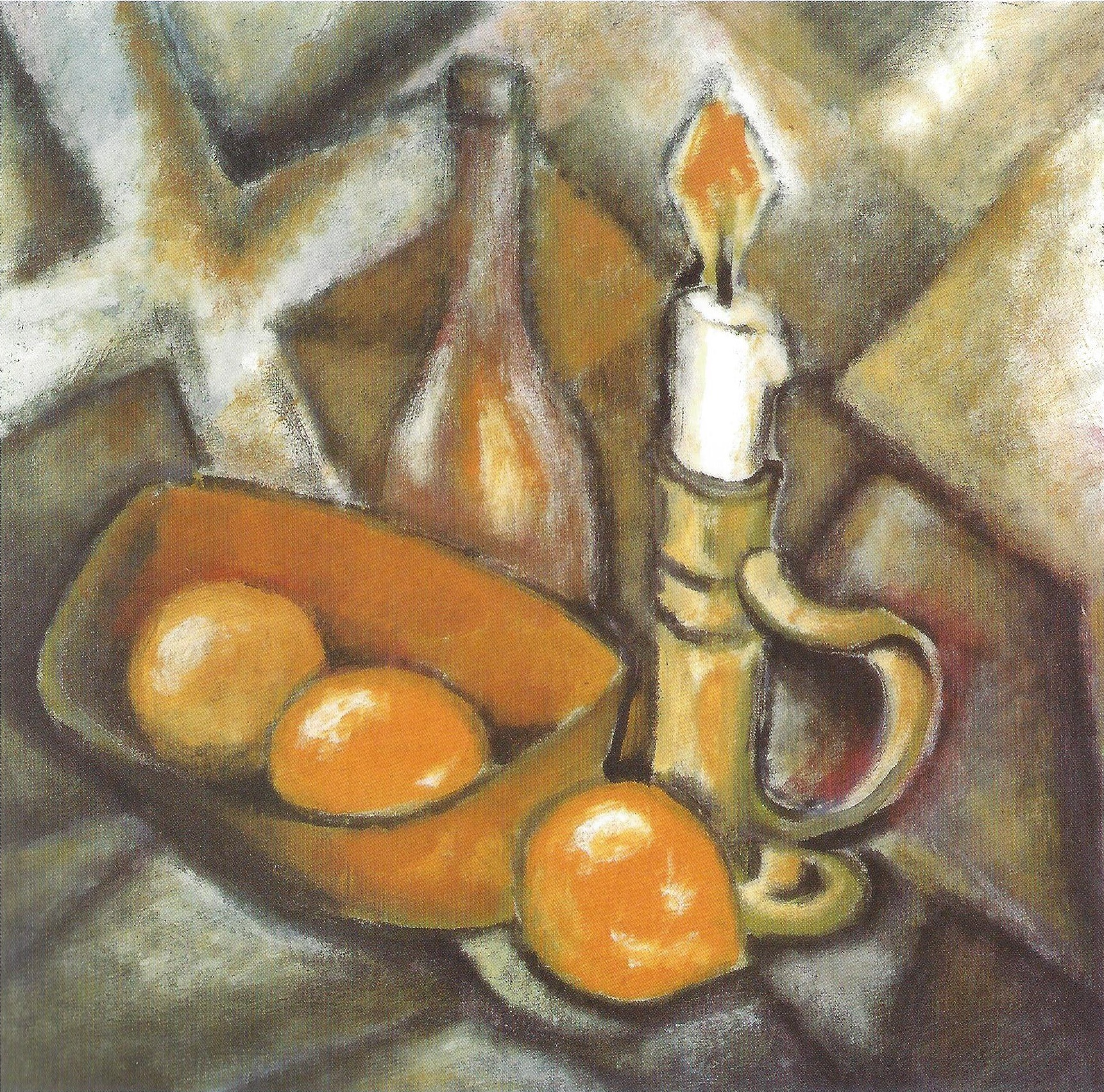
Jochen Kusber: Stilleben (1956)

Die Eitempera besteht aus wasserverdünntem Eigelb als Bindemittel und einem Pigment (Temperamalerei). Sie gilt als die „klassische“ Tempera. Ihre Anfänge finden sich in der früheuropäischen Tafelmalerei.

## Geschichte
Tempera wurde bereits in der Antike angewendet (Mumienporträt); ob dies auch für die Eitempera der Fall ist, ist ungesichert. Sie gilt gemeinhin als die älteste Technik, um Malfarben herzustellen und auf einem präparierten Bildträger zu binden. Eiklar wurde bereits in der Buchmalerei verwendet. Aus der Zeit um 1100 hat sich der Traktat „De Clarea“ erhalten (Burgerbibliothek Bern, Lat. Ms. Cod. A 91.17), der die Verwendung und Mischung von Eibindemitteln (Eiklar und Eigelb) beschreibt, bevor er die Farben aufzählt, für die Eiklar als Bindemittel verwendet wurde: Scharlach (Kermes), Zinnober, Safran, Drachenblut, Azur und Folium (Sonnenblumenblau aus Pezetten). Für die europäische Tafelmalerei reformierten Giotto di Bondone (1267/1276–1337) und seine Schule im 13. Jahrhundert die mit Ölen gebundene Tempera, indem sie die Pigmente nur mit wasserverdünntem Eigelb mischten. Dieses Verfahren wirkte revolutionierend und erlaubte es, dünne und schnell trocknende Schichten übereinander aufzutragen. Dadurch entstand ein transparenter und zudem glänzender Effekt. Darüber hinaus konnte Eitempera in der Tafelmalerei gut mit der Auflage von Blattgold kombiniert werden, da das Blattgold mit Wasser auf den Bildgrund angeschossen wurde und Mal- und Goldschichten so direkt nebeneinander existieren konnten. Heute wird Eitempera weiterhin in der Ikonenmalerei und vereinzelt als Untermalung in der Tafelmalerei verwendet.

## Herstellung
Die ursprüngliche, klassische Eitempera besteht aus Eigelb und Wasser. Sie wird im „Traktat von der Malerei“ einschließlich ihrer Anwendung von Cennino Cennini genau beschrieben. Später wurde sie von den Künstlern variiert und z. B. aus einem Teil Ei (Eiweiß und Eigelb), einem Teil Leinöl und einem Teil Wasser hergestellt, als Malmittel wurden Balsamterpentinöl oder eine Dammarlösung verwendet.